# Ralf Kellner
Ralf Kellner ist ein deutscher Ökonom.

## Leben
Kellner studierte Betriebswirtschaftslehre an der Universität Regensburg (2009 Diplom-Kaufmann) und wurde 2012 an der Universität Erlangen-Nürnberg bei Nadine Gatzert zum Dr. rer. pol. promoviert. Dann war er Risikomanager bei der Munich Re. Ab 2014 war er an der Universität Regensburg Akademischer Rat am Lehrstuhl für Statistik und Risikomanagement. Er lehrte als Professor für Quantitative Methoden und Statistik an der Universität des Saarlandes. Seit 2021 ist er Inhaber des Lehrstuhls für Betriebswirtschaftslehre mit Schwerpunkt Financial Data Analytics an der Universität Passau.
Seine Forschungsinteressen sind bayesianische Statistik, Machine Learning/Deep Learning, quantitatives Risikomanagement und Schätztheorie.

## Veröffentlichungen
- Mit U. Gnewuch, S. Morana, O. Hinz, R. Kellner, AI. Mädche: More than a Bot? The Impact of Disclosing Human Involvement on Customer Interactions with Hybrid Service Agents, Information Systems Research 2023.
- Mit M. Nagl and D. Rösch: Opening the Black Box – Quantile Neural Networks for Loss Given Default Prediction, in: Journal of Banking & Finance (2022). online
- Mit J. Betz and D. Rösch: Time matters: How default resolution times impact final loss rates, in: Journal of the Royal Statistical Society: Series C - Applied Statistics 70 (2021), 619–644. doi
- Mit R. Jobst and D. Rösch: Bayesian Loss Given Default Estimation for European Sovereign Bonds, in: International Journal of Forecasting, 2020. doi
- Mit J. Betz, S. Krüger and D. Rösch: Macroeconomic Effects and Frailties in the Resolution of Non-Performing Loans, in: Journal of Banking and Finance 112 (2020). doi
- Mit D.Rösch: A Country Specific Point of View on International Diversification, in: Journal of International Money and Finance 98 (2019). doi
- Mit D.Rösch: A Bayesian Re-Interpretation of “significant” Empirical Financial Research, in: Finance Research Letters 2019. doi
- Systematic Effects among LGDs and their Implications on Downturn Estimation, in: European Journal of Operational Research 271 (3/2018), 1113–1144. doi
- Mit D. Rösch: Quantifying Market Risk with Value-at-Risk or Expected Shortfall? - Consequences for Capital Requirements and Model Risk, in: Journal of Economic Dynamics and Control 68 (2016), 45–63. doi
- Mit H. Scheule and D. Rösch: The Role of Model Risk in Extreme Value Theory for Capital Adequacy, in: Journal of Risk 18 (6/2016), 39–70. doi
- J. Betz and D. Rösch: What Drives the Time to Resolution of Defaulted Bank Loans?, in: Finance Research Letters 18 (2016), 7–31. doi
- Mit N. Gatzert: Estimating the Basis Risk of Index-Linked Hedging Strategies using Multivariate Extreme Value Theory, in: Journal of Banking and Finance 37 (11/2013), 4353–4367. doi
- Mit N. Gatzert: The Effectiveness of Gap Insurance with Respect to Basis Risk in a Shareholder Value Maximization Setting, in: Journal of Risk and Insurance 81 (4/2013), 831–860. doi
- Mit N. Gatzert: The Influence of Non-Linear Dependencies on the Basis Risk of Industry Loss Warranties, in: Insurance: Mathematics and Economics 49 (1/2011), 132–144. doi
- Mit N. Gatzert: Risk Management using Index-Linked Catastrophic Loss Instruments, in: Zeitschrift für die gesamte Versicherungswissenschaft 100 (1/2011), 141–151.